# Run (album B’z)
RUN – szósty album studyjny japońskiego zespołu B’z, wydany 28 października 1992 roku. Osiągnął 1 pozycję w rankingu Oricon i pozostał na liście przez 53 tygodni, sprzedał się w nakładzie 2 196 660 egzemplarzy. Album zdobył status podwójnej płyty Milion.

## Lista utworów
| Nr  | Tytuł                                                          | Czas |
| --- | -------------------------------------------------------------- | ---- |
| 1.  | „THE GAMBLER”                                                  | 5:27 |
| 2.  | „ZERO”                                                         | 4:50 |
| 3.  | „Akai kagerō” (jap. 紅い陽炎)                                  | 4:59 |
| 4.  | „RUN”                                                          | 3:53 |
| 5.  | „Out Of Control”                                               | 3:55 |
| 6.  | „NATIVE DANCE”                                                 | 4:45 |
| 7.  | „MR. ROLLING THUNDER”                                          | 4:34 |
| 8.  | „Sayonara nanka wa iwasenai” (jap. さよならなんかは言わせない) | 4:29 |
| 9.  | „Gekkō” (jap. 月光)                                            | 5:33 |
| 10. | „Baby, You’re my home”                                         | 4:04 |

## Notowania
| Lista                                 | Pozycja |
| ------------------------------------- | ------- |
| Oricon Weekly Albums Chart            | 1       |
| Oricon Yearly Albums Chart (rok 1992) | 6       |
| Oricon Yearly Albums Chart (rok 1993) | 25      |

## Muzycy
- Tak Matsumoto: gitara, kompozycja i aranżacja utworów
- Kōshi Inaba: wokal, teksty utworów
- Masao Akashi: bas (#7), manipulator, aranżacja
- Ikkō Tanaka: perkusja
- Takanobu Masuda: keyboard (#1, #3, #5, #6, #9)
- Kazuki Katsuta (DIMENSION): saksofon (#1, #2, #4, #6, #7)
- Tatsuya Shimogami： trąbka (#1, #6, #7)
- Hiroshi Sawano： trąbka (#1, #2, #6, #7)
- Hiroyuki Nomura: puzon (#1, #2, #6, #7)
- Tomohiko Katō: harmonijka ustna (#10)